# Ilex oligodonta
Ilex oligodonta là một loài thực vật có hoa trong họ Aquifoliaceae. Loài này được Merr. & Chun mô tả khoa học đầu tiên năm 1930.